# Església parroquial de Sant Salvador (Benafer)
L'església Parroquial de la Transfiguració del Senyor Benafer, també coneguda com a Església del Salvador o Església de Sant Salvador, a la comarca de l'Alt Palància, és un temple  catòlic que està catalogat com a Bé de Rellevància Local amb codi identificatiu: 12.07.024-001, segons consta a la Direcció General de Patrimoni artístic de la Generalitat Valenciana.

## Descripció
L'església de la Transfiguració del Senyor de Benafer podria descriure com un temple de senzilla factura i decoració, tal com fa el mateix Ajuntament de la localitat.
De fàbrica de maçoneria amb reforç de carreu és a les cantonades, està totalment restaurada, ja que va formar part dels monuments afectats per la guerra del 36, entrant en la zona catalogada com a zona devastada i duent a terme la Direcció General de Regions Devastades i Reparacions la seua rehabilitació. D'aquesta manera de la construcció original només queda la Capella del Sagrari.
L'edifici pertany a l'ordre compost, amb talla xorigueresca. Presenta planta de nau única i 4 crugies, amb naus laterals (entre les quals destaca la de la Comunió en comptar amb una bella imatge de Santa Teresa), a més de comptar amb cor superior i altars pobres. Es van iniciar les obres del temple primitiu al segle xvii sota la direcció del mestre José García.
La façana té forma de frontó, acabant en una petita fornícula, acabada també en frontó, on se situa una creu, rematada amb creu de forja. Formant part de la façana i al costat dret, a la vista de l'espectador, se situa la torre campanar. Presenta dos cossos i rematada. Part del primer cos està immers en la façana i presenta finestres rectangulars i rellotge a la part més alta d'aquest cos. El segon cos és el que ubica les campanes, en una obertura en forma d'arc de mig punt, comptant amb cinc campanes, Santa Bàrbara, Transfiguració, Sant Josep i Santíssim Sagrament, totes elles de la fosa Germans Roses de Silla, i de l'any 1948; i Sant Salvador, de 1996 i fosa a Múrcia, a la fosa Portilla Linares, que és a més la de major grandària i pes. S'acaba la volta en un petit cos novament amb quatre obertures, coberta de teula piramidal i rematada de penell.
La coberta interior descansa sobre els murs, pilastres (decorades amb capitell dentat i cos arquitravat superior i decoració de garlandes en guix) i arcs de mig punt, donant lloc a una volta de canó, amb llunetes per la il·luminació interior de l'espai, igual que ocorre amb les capelles, que també presenten aquest tipus de coberta. El cor és elevat, situat als peus de la planta presentant un front adovellat.
La decoració interior és escassa, destacant l'existent a la capella del Sagrari, que en ser l'única zona original, presenta una cúpula amb petxines pintades, així com pintures murals que es creien obra de Lluís Antoni Planes.
També compta amb un petit tresor parroquial d'orfebreria, en el qual es pot destacar un calze de plata sobredaurada de 1652, i un altre datat a finals del segle xviii. A més té inventari de béns mobles i arxiu fotogràfic actualitzat.
L'església pertany a l'arxiprestat número 2, anomenada "Sant Antoni Abat", amb seu a Jérica, a la Diòcesi de Sogorb-Castelló.